# 即時通訊
即時通訊（Instant Messaging，簡稱IM）是一種透過網路進行即時通訊的系統，允許兩人或多人使用網路即時的傳遞文字訊息、檔案、語音與視訊交流。通常以網站、電腦軟體或流動應用程式的方式提供服務。

## 歷史
即時通訊是一個終端連往即時通訊網路的服務。即時通訊不同於電子郵件在於它的交談是即時（實時）的。大部分的即時通訊服務提供了状态信息的特性──顯示聯絡人名單，聯絡人是否在線上與能否與聯絡人交談。
在早期的即時通訊程式中，使用者輸入的每一個字元都會即時顯示在雙方的螢幕，且每一個字元的刪除與修改都會即時的反應在螢幕上。這種模式比起使用e-mail更像是電話交談。在現在的即時通訊程式中，交談中的另一方通常只會在本地端按下送出鍵（Enter或是Ctrl+Enter）後才會看到訊息。
即時通訊的訊息可以在本地設備儲存（例如WhatsApp、Viber、LINE、微信、QQ與Signal等），或者在雲端伺服器儲存（例如Telegram、Skype、Facebook Messenger、Google Meet/Chat、Discord與Slack等）。這些服務的許多想法都来源于历史更久的在线聊天协议——IRC。
1970年代早期，一種更早的即時通訊形式是柏拉圖系統（PLATO system）。之後在1980年代，UNIX／Linux的交談即時訊息被廣泛的使用於工程師與學術界，1990年代即時通訊更跨越了網際網路交流。1996年11月，ICQ是首個廣泛被非UNIX/Linux使用者用於網際網路的即時通訊軟體。在ICQ的介紹之後，同時在許多地方有一定數量的即時通訊方式發展，且各式的即時通訊程式有獨立的协定，無法彼此互通。這引導使用者同時執行兩個以上的即時通訊軟體，或者他們可以使用支援多協定的終端軟體，如Pidgin、Miranda IM、Trillian或XMPP。
近年來，許多即時通訊服務開始提供視訊會議的功能，網路電話（VoIP），與網路會議服務開始整合為兼有影像會議與即時訊息的功能。於是，這些媒體的分別變的越來越模糊。仅视频会议而言，人们也习惯性的称之为网络视频会议，视频会议和网络会议的概念也变得模糊。光是会议产品就有硬件，软件和网页之分，思科與HCL Sametime等在其中较具代表性。

## 即時通訊軟體

### 起源
最早的即時通訊軟體是PowWow，而第二是ICQ，ICQ是英文中「I seek you」的諧音，意思是「我找你」。四名以色列青年于1996年7月成立Mirabilis公司，并在11月份发布了最初的ICQ版本，在六个月内有85万用户注册使用。
早期的ICQ很不穩定，儘管如此，還是受到大眾的歡迎，雅虎也推出Yahoo! pager，美國線上也將具有即時通訊功能的AOL包裝在Netscape Communicator，而後微軟更將Windows Messenger內建於Windows XP作業系統中。

### 特質
1. 多工作業
2. 非同步性
3. 長短溝通
4. 媒介轉換迅速
5. 互動性
6. 不受時空限制
7. 可再現性

### 功能
1. 文本信息交流
2. 多媒体方式交流
3. 传送

### 用戶基礎
請注意，以下列出的數據中，許多是無法直接比較的。而有些數字，則是帶有一點投機性質的。有些即時通訊系統是分散式的（如Jabber）。有些數據是由即時通訊系統的擁有者提供，而有些則是由軟體商提供。有些公司可能希望以誇大數據的方式，來達到廣告的效果。重要的是，有的數據是以「活躍用戶數」的方式列出（這種衡量方式沒有共通的標準），有的則列出整體的用戶數，更有的只列出尖峰時段登入的用戶數。
| 服務               | 帳戶數                          | 日期／來源 |
| ------------------ | ------------------------------- | --- |
| WhatsApp           | 超過10億人                      | 2009年2月24日 |
| LINE               | 4億人                           | 2020年6月 |
| Facebook Messenger | 12億人                          | 2017年4月 |
| QQ                 | 3億同時在綫，12.08億月活躍用戶  | |
| 微信               | 全球超過12億                    | 2020年3月5日 （页面存档备份，存于） |
| Telegram           | 5亿月活躍用戶                   | 2021年1月 （页面存档备份，存于） |
| 31SMS              | 31萬人（主要在台灣）            | 2019年底 （页面存档备份，存于） |
| Skype              | 尖峰時段上線用戶數1.6億         | 2019年2月 |
| Skype              | 共3.09億                        | 2020年1月（页面存档备份，存于） |
| Jabber             | 共4.0-5.0千萬                   | 根據Jabber Inc的統計 |
| Jabber             | 共9.0千萬                       | 根據Process-One的統計：Process-One使用ejabberd作為Jabber伺服器軟件。假設ejabberd在公眾與私人開放原始碼伺服器配置擁有四成市場佔有率，共有五千萬用家使用開放原始碼伺服器。從Jabber Inc資料得出此九千萬數字。 |
| eBuddy             | 共3.5千萬                       | October 2006，包含4百萬流動用戶 |
| Pal+(舊名Cubie)    | 1200萬                          | - |
| M+ Messenger       | 400萬                           | 2012年8月 |
| IBM Lotus Sametime | 1.7千萬（私人、企業）           | November 2007 |
| ICQ                | 1.5千萬活躍                     | 2006年7月 |
| VMS                | 10萬活躍                        | 音信 （页面存档备份，存于）：是由深圳市世纪恒诺科技有限公司开发的移动通讯软件。用于免费发送语音短信，即时分享视频，图片，等多种信息。                                                                      |
| Xfire              | 共1.15千萬                      | 2008年8月 |
| Mxit               | 共7百萬（在南美外至少5.6百萬）  | 2007年8月10日 （页面存档备份，存于）。請留意這些用家乃jabber用家的一部分，因为MXit是与Jabber网络结盟的。                                                                                                   |
| Gadu-Gadu          | 6百萬活躍（主要在波蘭）         | 2008年6月 （页面存档备份，存于） |
| Paltalk            | 每月3.3百萬                     | 2006年8月（页面存档备份，存于） |
| IMVU               | 共1百萬                         | 2007年6月（页面存档备份，存于） |
| Mail.ru Agent      | 1百萬活躍（每日）               | 2006年9月 |
| Meebo              | 共1百萬                         | 2006年10月 |
| PSYC               | 1百萬活躍（每日）（主要在巴西） | February 2007（页面存档备份，存于）.請留意這些用家乃IRC用家群的一部分，IRC网络由數百个这样的用家群组成。                                                                                                   |
| VZOchat            | 至少20萬                        | 2007年10月（页面存档备份，存于） |
| Letstalk           | 目前註冊用戶總50萬              | 2017年9月 （页面存档备份，存于） 由臺灣團隊所開發的即時通訊軟體，專注於高度安全保障的加密通信服務。 |
| Potato             | 註冊用戶總數5000萬              | 2020年3月 （页面存档备份，存于） |

## 法律規管

### 中國
2017年9月国家互联网信息办公室推出《互联网群组信息服务管理规定》規管多人聊天群組。當月《检察日报》採訪了国家行政学院教授杨小军的看法，「杨小军也认为，管理责任并非上述一些网友所理解的『让群主也要承担群成员违法违规的责任』，在互联网群组中不只有群主一个责任主体，还有群主、参与人（发言人）、网络平台提供商、相关主管部门这四个主体共同参与，才有互联网及其群组的发展进步；同样，四个主体也分别承担相应责任」、「对于一些网友列举出群主需要对群成员的信息发布和传播行为而承担的诸多民事、行政乃至刑事责任，杨小军明确表示了反对：『这个观点实际上是让群主一人负担所有人的责任，甚至把管理部门的责任都归到群主身上。这既不客观，也不可能』」；報導又採訪中国政法大学教授王卫国，「有网友戏称通过司法考试才敢当群主。有的群主对法律法规不是很熟悉，那么其对群成员的信息交流是否违反法律法规该如何判断、管理呢？王卫国表示，这还是网友对管理责任的过大理解。实际上，群主只要根据一般人的判断，认为群成员的表达明显不妥时，给予提示、禁止，就算是已经尽到管理责任了。对于比较专业化的问题，法律法规不可能赋予群主过度的责任。」

## 社會影響
早期的即時通訊是屬於Unix使用者的專利，隨著個人電腦與網際網路的普及，即時通訊成為人與人溝通的另一條管道。
即時通訊在2003年後與萬維網、電子郵件共同成為網際網路使用的主流。
2007年之後，由於智能手機普遍流行起來。傳統上電信運營商所建構SMS、MMS訊息服務系統，逐漸被以網路架構的第三方服務商所瓜分行動裝置的加值營收。個別地區衍生出不同的即時通訊軟體。例如：
- WhatsApp 美國
- LINE 日本
- KakaoTalk 韓國
- Zalo 越南
- 微信WeChat 中國大陸
- Telegram 俄羅斯
- Facebook Messenger 美國